# 308 Poliksa
308 Poliksa (mednarodno ime je 308 Polyxo) je asteroid tipa T v glavnem asteroidnem pasu. 

## Odkritje
Asteroid je odkril francoski astronom A. Borrelly 31. marca 1891  v Marseillu. 
Poimenovan je po Poliksi iz grške mitologije.

## Lastnosti
Asteroid Poliksa obkroži Sonce v 4,56 5 letih. Njegova tirnica ima izsrednost 0,038, nagnjena pa je za 4,364° proti ekliptiki. Njegov premer je 140,69 km km, okoli svoje osi se zavrti v 12,032 h .